# Jean-Louis Fonteneau
Pour les articles homonymes, voir Fonteneau.
Jean-Louis Fonteneau, né le 28 mai 1948 à Enghien-les-Bains, décédé le 30 janvier 2017 à Clamart, était un scénariste de bande dessinée français.

## Œuvre

### Albums
- Au pays de Trémal, dessin d'Étienne Jung, Doin Éditeurs, 1995  (ISBN 2-7040-0760-8)
- Brüssli, dessins d'Étienne Jung, Les Humanoïdes Associés
  1. Le Conquérant, 2006  (ISBN 2-7316-1757-8)
  2. Le Guerrier, 2007  (ISBN 978-2-7316-2113-6)
  3. Le Bien-aimé, 2011  (ISBN 978-2-7316-2260-7)
- Les Chercheurs de Dieu, Centurion/Grain de soleil
  1.  Saint Vincent de Paul, Sœur Rosalie, Jean XXIII, scénario de Jean-Louis Fonteneau, Valérie Armand et François Dunois, dessins de Gaëtan Evrard, Philippe Chapelle et Patrick Deubelbeiss, 1995  (ISBN 2-227-61090-5)
  2.  Jeanne d'Arc, Bartolomé de Las Casas, scénario de Jean-Louis Fonteneau et Philippe Rémy, dessins d'Étienne Jung et Gaëtan Evrard, 1999  (ISBN 2-227-61108-1)
- Delta, dessins de Matteo Simonacci et Roberto Ricci, Les Humanoïdes Associés
  1. L'Anse aux crânes, 2008  (ISBN 978-2-7316-1830-3)
- Les Enquêtes de l'inspecteur Bayard, dessins d'Olivier Schwartz, Bayard Éditions, collection Astrapi
  1. Pas de vacances pour l'inspecteur !, scénario de Dieter et Jean-Louis Fonteneau sous le nom de Jean-Claude Cabanau, 1993  (ISBN 2-7009-4082-2)
  2. L'inspecteur n'a peur de rien, 1993  (ISBN 2-700-94084-9)
  3. Mystères à toute heure, 1993  (ISBN 2-7009-4085-7)
  4. Lili, Grisbi et compagnie, 1994  (ISBN 2-7009-4092-X)
  5. Les Dragons du diable, 1995  (ISBN 2-7009-4095-4)
  6. Bons baisers de l'inspecteur, 1996  (ISBN 2-7009-4099-7)
  7. La Nuit du Yorg, 1997  (ISBN 2-7009-4101-2)
  8. Alerte à Zyklopolis, 1998  (ISBN 2-7009-4106-3)
  9. Sale temps pour l'inspecteur, 2000  (ISBN 2-227-71506-5)
  10. Coups de feu à New York, 2000  (ISBN 2-7470-0040-0)
  11. L'inspecteur voit rouge, 2001  (ISBN 2-7470-0454-6)
  12. L'inspecteur chez les stars, 2002  (ISBN 2-7470-0648-4)
  13. Ça chauffe à Texico !, 2004  (ISBN 2-7470-0956-4)
  14. Le Yorg se déchaîne, 2005  (ISBN 2-7470-1622-6)
  15. L'inspecteur crève l'écran, 2006  (ISBN 2-7470-1997-7)
  16. Bienvenue en Enfer, 2007  (ISBN 978-2-7470-2013-8)
  17. Sam se rebiffe, 2009  (ISBN 978-2-7470-2765-6)
  18. Trafics en Afrique, 2010  (ISBN 978-2-7470-3065-6)
- Le Foulard rouge - Le Psoriasis, dessins de Lisandru Ristorcelli, Narratives, 2011  (ISBN 978-2-358-20012-7)
- Furya, dessins de Matteo Simonacci, Glénat, collection Grafica
  1. La Vierge rouge, 2012  (ISBN 978-2-7234-7958-5)
- La Grande journée - Les Enfants polyhandicapés, dessins de Marie-Noëlle Pichard, Doin Éditeurs, 1996  (ISBN 2-7040-0819-1) ; initiative de Mireille Malot
- La Menace d'Anubis, dessins de Michel Durand, Narratives, 2001  (ISBN 2-914656-00-9)
- Les Mondes de Léa, dessins de Julie M., Delcourt, collection Jeunesse
  1. Baleines au bal[3],[4], 2004  (ISBN 2-84789-217-6)
- Poker Face, dessins d'Erik Arnoux et Chrys Millien, Éditions Jungle, collection Jungle Thriller
  1. Bad beat, 2011  (ISBN 978-2-87442-767-1)
  2. La Main du mort, 2012  (ISBN 978-2-87442-967-5)
- Tension sous les tropiques - L'hypertension artérielle, dessins de Michel Durand, Narratives, 2001  (ISBN 2-914656-01-7)
- Tout doit disparaître - Travail et souffrances psychologiques, dessins de Jack Manini, Narratives, 2009  (ISBN 978-2-358-20010-3)
- Un Jour, une fleur – La contraception, aujourd'hui, dessins de Guillaume Berteloot, Schering S.A.,  (ISBN 2-9509064-5-1)
- Une affaire d'hommes, dessins de Matteo Simonacci et Roberto Ricci, Narratives, collection Solvay Pharma, 2009  (ISBN 978-2-358-20004-2)
- Une si longue nuit, dessins de Michel Durand, Narratives, collection Pfizer, 2002  (ISBN 2-914656-04-1)
- Zinzin des bois - Promenons-nous..., dessins de Jacques Azam, Milan Éditions, 2005  (ISBN 2-7459-1268-2)

## Récompenses
- 2003 : Alph-Art jeunesse 7-8 ans du festival d'Angoulême pour Inspecteur Bayard, t. 12 (avec Olivier Schwartz)[5]